# Angelina (Santa Catarina)
Angelina is een gemeente in de Braziliaanse deelstaat Santa Catarina. In 2010 telde de gemeente 5.250 inwoners.

## Aangrenzende gemeenten
De gemeente grenst aan Águas Mornas, Antônio Carlos, Leoberto Leal, Major Gercino, Rancho Queimado en São Pedro de Alcântara.